# Macintosh TV
La Macintosh TV, también conocida como Mac TV, es una computadora personal con capacidades de televisión integradas lanzada por Apple Computer. Fue el primer intento de Apple de integrar una computadora con una televisión. Lanzada en 1993 y descontinuada en 1994, este ordenador compartía la apariencia externa de la serie Macintosh LC 500, pero en negro. La Macintosh TV es esencialmente un Performa 520 con una tarjeta sintonizadora de TV integrada; puede cambiar su monitor integrado CRT Sony Trinitron de 14" de ser un monitor de computadora a un televisor preparado para cable. Era incapaz de mostrar televisión en una ventana de escritorio, aunque podía capturar fotogramas fijos en formato de archivo PICT. Permitía ver televisión de 16 bits utilizando el estándar de video NTSC.
Venía con un pequeño control remoto del tamaño de una tarjeta de crédito que también es compartible con televisores Sony. Fue el primer Macintosh fabricado en negro y venía coincidentemente con un teclado y ratón negro. Más tarde, Apple lanzaría un Performa 5420 negro personalizado en mercados fuera de los Estados Unidos con muchas de las características de la Mac TV. La tarjeta sintonizadora de TV propia de Apple fue una opción popular para los modelos posteriores LC, Performa, y modelos selectos de computadoras Power Macintosh G3 "Beige" o de primera generación.
Solo se fabricaron 10 mil unidades de esta computadora, en el corto tiempo que estuvo en el mercado.

## Especificaciones
Fuente:
- Procesador: CPU Motorola 68030 de 32 MHz
- Bus: 16 MHz
- FPU: ninguno
- Rendimiento: 7.0 MIPS
- RAM: 5 MB de fábrica (4 MB en la placa base, ampliable a 8 MB con una sola SIMM de 72 pines 100 ns; puede usar una SIMM de 1 MB o 4 MB)
- Caché L1: 0,5 kB
- Caché L2: ninguno
- Ruta de actualización: ninguna
- CD-ROM: AppleCD 300i (2x)
- Puertos ADB para teclado y ratón
- Puertos serie DIN-8 en la parte posterior de la computadora
- Conector SCSI DB-25 en la parte posterior del equipo
- Entrada de antena (conector de RF tipo F)
- Entrada de vídeo compuesto, entrada de audio estéreo (tipo RCA)
- Sin ranuras de expansión
- Batería PRAM: litio de 3,6 V
- ID de Gestalt: 88
- Direccionamiento: 32 bits
- Ruta de actualización: ninguna